# Seznam chráněných území v okrese Strakonice
Toto je seznam chráněných území v okrese Strakonice aktuální k roku 2015, ve kterém jsou uvedena chráněná území v oblasti okresu Strakonice.
| Kód  | Obrázek                                                        | Typ | Název                   | Rozloha (ha) | Galerie Commons                                                      | Popis území | Souřadnice                       |
| ---- | -------------------------------------------------------------- | --- | ----------------------- | ------------ | -------------------------------------------------------------------- | --- | -------------------------------- |
| 1825 |                                                                | PP  | Bavorovská stráň        | 0,74         | Kategorie „Bavorská stráň“ na Wikimedia Commons                      | Druhově bohaté společenstvo bezkolencových luk | 49°7′13″ s. š., 14°5′40″ v. d.   |
| 968  |                                                                | PR  | Bažantnice u Pracejovic | 21,89        | Kategorie „Bažantnice u Pracejovic“ na Wikimedia Commons             | Zbytek lužního lesa v údolí Otavy se zachovalým dřevinným a bylinným patrem                                                                                         | 49°15′37″ s. š., 13°52′ v. d.    |
| 5867 |                                                                | PP  | Blatná                  | 43,7684      | Kategorie „Castle park in Blatná“ na Wikimedia Commons               | Vzácné a ohrožené druhy živočichů, zejména biotop a populace páchníka hnědého                                                                                       | 49°25′29″ s. š., 13°52′27″ v. d. |
| 965  | Luční porost v rezervaci                                       | PR  | Dolejší rybník          | 6,49         | Kategorie „Dolejší rybník (nature reserve)“ na Wikimedia Commons     | Slatinné louky s porosty vrb a bohatou avifaunou | 49°25′58″ s. š., 13°49′22″ v. d. |
| 1800 | Smíšený les pod korunou hráze                                  | PR  | Hořejší rybník          | 56,88        | Kategorie „Hořejší rybník (nature reserve)“ na Wikimedia Commons     | Silně zarostlý rybník s loukami, podmáčenými olšinami a smíšeným lesem s bohatou květenou                                                                           | 49°26′20″ s. š., 13°47′47″ v. d. |
| 1382 | Kvetoucí podmáčená louka v oblasti památky                     | PP  | Chvalšovické pastviny   | 4,54         | Kategorie „Chvalšovické pastviny“ na Wikimedia Commons               | Svahové rašelinné a ostřicové louky s bohatou květenou | 49°8′22″ s. š., 13°44′52″ v. d.  |
| 969  | Kadovský viklan                                                | PP  | Kadovský viklan         | 0,12         | Kategorie „Kadovský viklan“ na Wikimedia Commons                     | Granodioritový viklan, jeden z nejlepších a největších v ČR | 49°24′3″ s. š., 13°46′37″ v. d.  |
| 970  |                                                                | PR  | Kněží hora              | 13,51        | Kategorie „Kněží hora (nature reserve)“ na Wikimedia Commons         | Zbytek přirozené doubravy, archeologické naleziště | 49°16′53″ s. š., 13°48′39″ v. d. |
| 1380 | Hořeček drsný Sturmův rostoucí v oblasti Kocelovických pastvin | PR  | Kocelovické pastviny    | 2,29         | Kategorie „Kocelovické pastviny“ na Wikimedia Commons                | Mokřadní louky a pastviny s velmi vzácnou květenou | 49°28′29″ s. š., 13°49′31″ v. d. |
| 1377 | Mokřady v okolí Kovašínkých luk                                | PR  | Kovašínské louky        | 27,10        | Kategorie „Kovašínské louky“ na Wikimedia Commons                    | Mokřady pod rybníkem Nahošínem s významnou květenou a avifaunou | 49°21′29″ s. š., 13°50′56″ v. d. |
| 5666 | Kozlovská stráň                                                | PP  | Kozlovská stráň         | 1,32         | Kategorie „Kozlovská stráň“ na Wikimedia Commons                     | Vápencová stráň s lokalitou hořečku českého | 49°18′27″ s. š., 13°43′44″ v. d. |
| 976  |                                                                | PR  | Kuřidlo                 | 8,74         | Kategorie „Kuřidlo“ na Wikimedia Commons                             | Starý porost dubu a lípy na krystalickém vápenci | 49°16′24″ s. š., 13°52′41″ v. d. |
| 1832 | Libějovický park                                               | PR  | Libějovický park        | 13,14        | Kategorie „Libějovický park“ na Wikimedia Commons                    | Přestárlý dlouhodobě neudržovaný krajinářský park | 49°6′41″ s. š., 14°11′34″ v. d.  |
| 1381 | Malý ústavní rybník                                            | PP  | Malý Ústavní rybník     | 2,12         | Kategorie „Malý ústavní rybník“ na Wikimedia Commons                 | Lokalita plavínu štítnatého (Nymphoides peltata), jedna z mála v ČR                                                                                                 | 49°9′18″ s. š., 14°9′33″ v. d.   |
| 972  | Rezervace Míchov s okolní komunikací                           | PR  | Míchov                  | 11,69        | Kategorie „Míchov“ na Wikimedia Commons                              | Přirozený smíšený listnatý porost s bohatým podrostem | 49°13′13″ s. š., 14°3′59″ v. d.  |
| 1826 | Kopec Na opukách                                               | PP  | Na opukách              | 35,49        | Kategorie „Na opukách“ na Wikimedia Commons                          | Krajinářsky významné území s rozptýlenou zelení a fragmenty nelesních společenstev                                                                                  | 49°9′15″ s. š., 13°52′25″ v. d.  |
| 280  | Vypuštěný Nový rybník u Lnář                                   | PP  | Nový rybník u Lnář      | 34,40        | Kategorie „Nový Rybník u Lnář“ na Wikimedia Commons                  | Rybník s ostrůvkem, ptačí refugium | 49°26′16″ s. š., 13°46′57″ v. d. |
| 977  | Skalní masív v oblasti památky                                 | PP  | Pastvina u Přešťovic    | 1,34         | Kategorie „Pastvina u Přešťovic“ na Wikimedia Commons                | Opuštěná pastvina s bohatou květenou | 49°16′40″ s. š., 13°57′12″ v. d. |
| 974  | Pastvina u Zahorčic                                            | PP  | Pastvina u Zahorčic     | 1,60         | Kategorie „Pastvina u Zahorčic“ na Wikimedia Commons                 | Vlhké pastviny s typickou květenou | 49°29′2″ s. š., 13°46′57″ v. d.  |
| 553  | Národní přírodní památka Rovná                                 | NPP | Rovná                   | 2,16         | Kategorie „Rovná (national natural monument)“ na Wikimedia Commons   | Bohatá lokalita hořce jarního | 49°17′17″ s. š., 13°56′49″ v. d. |
| 1379 |                                                                | PP  | Ryšovy                  | 34,99        | Kategorie „Ryšovy“ na Wikimedia Commons                              | Součást příměstských strakonických lesů s bohatou květenou krystalických vápenců                                                                                    | 49°16′42″ s. š., 13°53′39″ v. d. |
| 973  | Sedlická obora                                                 | PR  | Sedlická obora          | 20,40        | Kategorie „Sedlická obora“ na Wikimedia Commons                      | Smíšený listnatý porost s bohatou květenou | 49°21′56″ s. š., 13°59′17″ v. d. |
| 971  | Celkový pohled na památku                                      | PP  | Sedlina                 | 6,96         | Kategorie „Sedlina“ na Wikimedia Commons                             | Lokalita vstavače bledého | 49°17′53″ s. š., 13°56′33″ v. d. |
| 975  |                                                                | PR  | Skočický hrad           | 29,00        | Kategorie „Skočický hrad“ na Wikimedia Commons                       | Listnatý porost, hnízdiště výra velkého a kulíška nejmenšího | 49°10′9″ s. š., 14°5′40″ v. d.   |
| 1376 | Přírodní památka Smyslov                                       | PP  | Smyslov                 | 6,67         | Kategorie „Smyslov (natural monument)“ na Wikimedia Commons          | Zamokřelé louky a balvanité pastviny se vzácnou květenou | 49°25′11″ s. š., 13°48′9″ v. d.  |
| 5882 |                                                                | PP  | Štěkeň                  | 6,022        |                                                                      | Liniové prvky starých alejí a skupin stromů a na ně vázané biotopy zvláště chráněných nebo významných druhů živočichů, zejména silně ohroženého tesaříka obrovského | 49°15′47″ s. š., 14°1′0″ v. d.   |
| 967  | Tůně u Hajské                                                  | PP  | Tůně u Hajské           | 6,38         | Kategorie „Tůně u Hájské“ na Wikimedia Commons                       | Lokalita žebratky bahenní (Hottonia palustris) | 49°15′36″ s. š., 13°56′42″ v. d. |
| 5883 | strouha východně od Planinského rybníka                        | PR  | Újezdec                 | 86,8723      | Kategorie „Újezdec (nature reserve)“ na Wikimedia Commons            | Společenstva rybníků a zachovalých okolních stanovišť s výskytem celé řady zvláště chráněných druhů živočichů, jakož i významným výskytem vodních makrofyt          | 49°29′31″ s. š., 13°49′ v. d.    |
| 966  |                                                                | PR  | Velká Kuš               | 7,47         | Kategorie „Velká Kuš“ na Wikimedia Commons                           | Balvanité pastviny a vlhké louky - typická krajina Blatenska | 49°23′42″ s. š., 13°47′33″ v. d. |
| 1842 |                                                                | PR  | Záhorský rybník         | 33,50        | Kategorie „Záhorský rybník“ na Wikimedia Commons                     | Rybník s přilehlými mokřadními loukami porostlými keřovými vrbami a olšemi                                                                                          | 49°8′46″ s. š., 14°7′15″ v. d.   |
| 5887 | rybník Luh v jižní části chú                                   | PP  | Závišínský potok        | 7,6076       | Kategorie „Závišínský potok (natural monument)“ na Wikimedia Commons | Výskyt vzácných a ohrožených živočišných druhů, zejména kriticky ohrožené mihule potoční a raka říčního a ohrožené vranky obecné                                    | 49°30′26″ s. š., 13°50′19″ v. d. |

## Zrušená chráněná území
| Kód  | Obrázek    | Typ | Název      | Rozloha (ha) | Galerie Commons                             | Popis území                            | Souřadnice                      |
| ---- | ---------- | --- | ---------- | ------------ | ------------------------------------------- | -------------------------------------- | ------------------------------- |
| 1378 | Na Vysokém | PP  | Na vysokém | 0,48         | Kategorie „Na Vysokém“ na Wikimedia Commons | Opuštěná pastvina s významnou květenou | 49°8′55″ s. š., 13°49′18″ v. d. |